# Hadohlavec skvrnitý
Hadohlavec skvrnitý (Channa argus) je dravá sladkovodní paprskoploutvá ryba z čeledi hadohlavcovití (Channidae). Pochází z východní Číny, Koreje a jihovýchodního Ruska, jeho areál zasahuje nejseverněji ze všech hadohlavců. Introdukován byl v Japonsku a USA, kde je považován za nebezpečný invazní druh. Na přelomu padesátých a šedesátých let dvacátého století se konaly částečně úspěšné pokusy s vysazením hadohlavců skvrnitých i na území Česka. V Číně, Vietnamu a Koreji je běžně lovenou konzumní rybou, má velmi dobré, tučnější, růźové maso, chutí podobné lososímu, avšak s drobnými svalovými kůstkami. V Česku se prodává maso hadohlavců dovážené z Vietnamu v prodejnách asijských potravin. Někteří autoři rozlišují dva poddruhy – Channa argus argus původem z Koreje a Číny a Channa argus warpachowskii (hadohlavec skvrnitý amurský) původem z Ruska.

## Výskyt

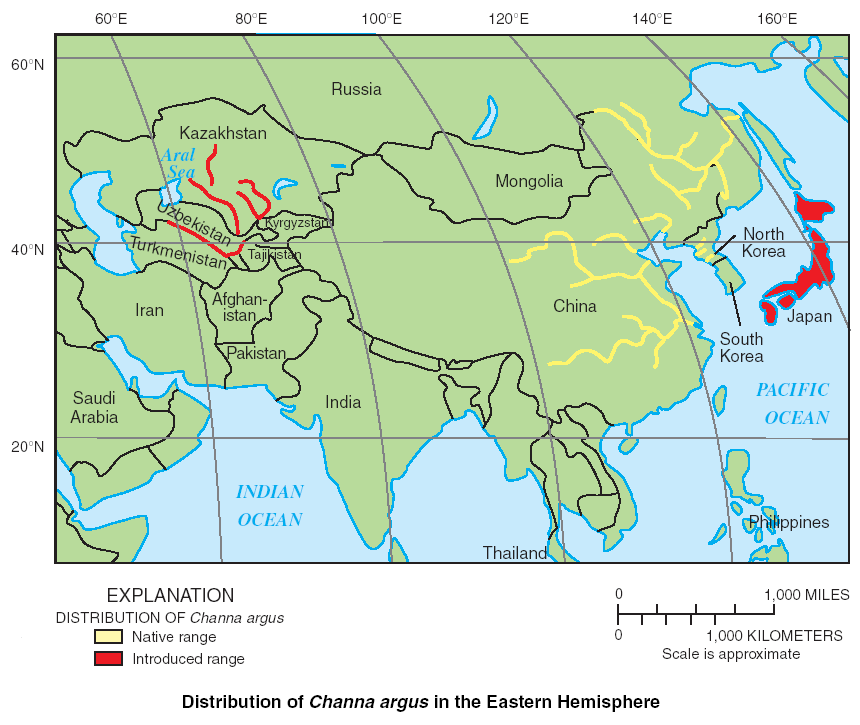
Výskyt hadohlavce skvrnitého v Asii, žlutě přirozený areál výskytu, červeně oblast introdukce

### Výskyt v Severní Americe
15. května 2002 chytil rybář v rybníku v Croftonu v Marylandu na udici asi 43–45 cm dlouhého hadohlavce. Rybář neobvyklou rybu vyfotografoval a vypustil zpět do rybníka. O měsíc později byla ryba podle fotografie určena jako hadohlavec skvrnitý.
Croftonský incident inspiroval nejméně dva horrorové filmy – Snakehead Terror (2004) a Frankenfish (2004).

### Pokusy o aklimatizaci na českém území
Na přelomu padesátých a šedesátých let dvacátého století byli hadohlavci skvrnití z Ruska (poddruh Channa argus warpachowskii) experimentálně vysazováni v tehdejším Československu. Na jaře 1957 byli první tři jedinci vysazeni v rybníčku na potoce Vůznice poblíž obce Nižbor na Křivoklátsku. Rybník byl však během povodně vyplaven a hadohlavci zmizeli. Druhá skupina ryb, tentokráte 51 kusů, byla v letech 1960–1961 postupně vysazena do tří pokusných tůní v zátopovém území Labe poblíž Čelákovic. Během neobvykle kruté zimy v roce 1963 však došlo k úhynu všech ryb (včetně domácích druhů) ve dvou nádržích. Příčinou úhynu byl kromě třicetistupňových mrazů a několikaměsíční ledové pokrývky i rozklad vegetace a s ním související produkce sirovodíku a nedostatek kyslíku. Ve třetí nádrži hadohlavci přežili. Při ukončování pokusu se hadohlavci pokoušeli skrýt zahrabáním do dna nádrže. Pokus byl ukončen se závěrem, že hadohlavec skvrnitý může být v Československu aklimatizován, pokud bude mít zajištěn dostatek potravy.
V současnosti je hadohlavec skvrnitý v Česku považován za potenciální hrozbu. Nebezpečí představuje jako predátor původních druhů ryb a bezobratlých i jako potravní konkurent původních dravých druhů ryb. Další pokusy o introdukci do volných vod na českém území se proto nedoporučují. Uplatnění by však mohl nalézt v uzavřených a umělých akvakulturách, kde by bylo možné využít jeho rychlý růst a odolnost vůči nedostatku kyslíku ve vodě.

## Chov v akváriu
Vyžaduje nádrž odpovídající velikosti. Vhodnější než akvárium je chov v zahradním rybníčku.